# Anpachi
Anpachi (安八町, Anpachi-chō) est un bourg du district d'Anpachi, dans la préfecture de Gifu, au Japon.

## Géographie

### Démographie
Au 1er mai 2014, la population d'Anpachi s'élevait à 15 006 habitants répartis sur une superficie de 18,18 km2.

## Économie
Le Panasonic Solar Ark, un complexe dédié à l'énergie solaire, se situe à Anpachi.